# Cryptopeges
Cryptopeges is een geslacht van vlinders uit de onderfamilie Oecophorinae van de familie der sikkelmotten (Oecophoridae).

## Soorten
- C. hypoxantha (Turner, 1896)
- C. icasta Turner, 1941